# شحروت
شحروت أو شاحاروت (بالعبرية: שַׁחֲרוּת‏) هي مستوطنة مجتمعية في أقصى جنوب إسرائيل. تقع على بعد 40 كيلومترًا شمال إيلات، وستة كيلومترات غرب يوتفاتا على منحدر فوق وادي عربة، وهي تخضع لسلطة مجلس قطاع إيلوت الإقليمي. في عام 2019 كان عدد سكانها 164.

## التاريخ
تأسست القرية عام 1985 من قبل الوكالة اليهودية وسميت على اسم جبل شاحاروت القريب. كلمة «شاحاروت» تعني «الشباب»، كما في سفر الجامعة الفصل 11، وهي المستوطنة الوحيدة في المنطقة التي ليست في الوادي.

## سكان بارزون
- فرقة A-WA